# John MacArthur (kaznodzieja)
John MacArthur (ur. 19 czerwca 1939 w Los Angeles, zm. 14 lipca 2025 w Santa Clarita) – amerykański kaznodzieja baptystyczny, teolog, autor wielu książek chrześcijańskich, mówca znany z własnego programu radiowego "Grace to You".
Był pastorem Megakościoła Grace Community Church w Kalifornii. Napisał i redagował w sumie ponad 150 książek, w tym bestsellerów nagradzanych przez Gold Medallion Book Award oraz ECPA Christian Book Award.
Poddał krytyce działalność i nauczanie Joela Osteena, którego nazwał quasi-panteistą. Billy'emu Grahamowi zarzucił niebiblijną naukę o zbawieniu i głoszenie katolickiego uniwersalizmu. Zdaniem McArthura zbawienie nie jest możliwe poza chrześcijaństwem. Adwentystów zaliczył do kultów.
Był także zdeklarowanym kreacjonistą młodej ziemi i przeciwnikiem teorii ewolucji .

## Książki
- The Charismatics: A Doctrinal Perspective Hardback (1978)
- The Charismatics Softback (1978)
- Gospel According to Jesus (1989) ISBN 0-310-28651-4
- Charismatic Chaos (1993) ISBN 0-310-57572-9
- Our Sufficiency in Christ (1998) ISBN 1-58134-013-3
- Ashamed of the Gospel: When the Church Becomes Like the World (2001) ISBN 1-58134-288-8
- Think Biblically!: Recovering a Christian Worldview (2003) ISBN 1-58134-412-0
- Fool's Gold?: Discerning Truth in an Age of Error (2005) ISBN 1-58134-726-X
- Twelve Extraordinary Women: How God Shaped Women of the Bible, and What He Wants to Do with You (2008) ISBN 1-4002-8028-1
- The Jesus You Can't Ignore: What You Must Learn from the Bold Confrontations of Christ (2009) ISBN 1-4002-0206-X
- One Perfect Life: The Complete Story of the Lord Jesus (2012) ISBN 978-1-4016-7632-2
- Strange Fire: The Danger of Offending the Holy Spirit with Counterfeit Worship (2013) ISBN 978-1-4002-0517-2
- One Perfect Life: The Complete Story of the Lord Jesus (2012) ISBN 978-1-4016-7632-2

Publikacje przetłumaczone na język polski jego autorstwa:
- Charyzmatycy – Wyd. Słowo Prawdy, Warszawa 1987 r.
- Niewidzialny przeciwnik – Wyd. Pojednanie, Lublin 1993 r.
- Bezpieczne w ramionach Boga - Wyd. Pojednanie, Lublin 2013 r.
- Komentarz MacArthura do Nowego Testamentu - Slavic Gospel Association USA, Gdańsk 2015 r.
- Komentarz MacArthura do Nowego Testamentu - wer. elektroniczna, Wyd. Słowo Prawdy, Warszawa 2016 r.
- Ewangelia według Jezusa – Oficyna Wydawnicza „Vocatio”, Warszawa 2019 r.